# كيمبرلي راي
كيمبرلي راي (بالإنجليزية: Kimberly Raye)‏ (1950)؛ روائية أمريكية.